# Mohammad Al-Anbar
Mohammad al-Anbar (en árabe: محمد العنبر‎; Riad, 22 de marzo de 1985) es un futbolista saudita que juega actualmente de delantero centro en Al-Hilal.
Jugó en este equipo en la Liga de Campeones de la AFC 2009. y en la selección de su país en la Copa Mundial de Fútbol de 2006.